# 8. (Preußisches) Infanterie-Regiment (Reichswehr)
Das 8. (Preußisches) Infanterie-Regiment war ein Regiment der Reichswehr.

## Geschichte
Das Regiment wurde am 1. Januar 1921 aus den Reichswehr-Infanterie-Regimentern 9, 10, 12, 30 sowie den Reichswehr-Schützen-Regimentern 7, 9, 12, 47 und 58 des Übergangsheeres gebildet. Am 29. Mai 1922 erhielt das Regiment zusätzlich zu seinem Namen die landsmannschaftliche Bezeichnung „Preußisches“.
Im Zuge der Vergrößerung der Reichswehr wurde das Regiment 1934 in der ersten Aufstellungswelle geteilt und daraus das Infanterie-Regiment Frankfurt (Oder) und das Infanterie-Regiment Görlitz gebildet.

### Garnisonen
- Frankfurt (Oder): Regimentsstab, I. Bataillon und 13. (MW)-Kompanie
- Liegnitz: II. Bataillon mit Stab, 7. und 8. Kompanie
- Glogau: 5. und 6. Kompanie
- Görlitz III. Bataillon mit Stab
- Lübben: Ausbildungs-Bataillon

### Kommandeure
| Nr. | Name                                                               | Beginn der Berufung | Ende der Berufung  |
| --- | ------------------------------------------------------------------ | ------------------- | ------------------ |
| 1.  | Oberst Ernst von Forstner                                          | 1. Januar 1921      | 5. Juni 1922       |
| 2.  | Oberst/Generalmajor Friedrich von Esebeck                          | 6. Juni 1922        | 31. Januar 1925    |
| 3.  | Oberst von Steffen                                                 | 1. Februar 1925     | 31. Januar 1926    |
| 4.  | Oberst/Generalmajor Max von Schenckendorff                         | 1. Januar 1926      | 31. Dezember 1928  |
| 5.  | Oberst Hans Petri                                                  | 1. Januar 1929      | 30. September 1931 |
| 6.  | Oberst Erwin von Witzleben                                         | 1. Oktober 1931     | 30. September 1933 |
| 7.  | Oberst Hugo Sperrle                                                | 1. Oktober 1933     | 28. Februar 1934   |
| 8.  | Oberstleutnant/Oberst/Generalmajor Walter von Brockdorff-Ahlefeldt | 1. März 1935        | 28. Februar 1938   |

## Organisation

### Verbandszugehörigkeit
Das Regiment unterstand dem Infanterieführer III der 3. Division in Potsdam.

### Gliederung
Das Regiment bestand neben dem Regimentsstab mit Nachrichtenstaffel aus
I. Bataillon mit Stab und Nachrichtenstaffel, hervorgegangen aus dem Reichswehr-Infanterie-Regiment 10,
II. Bataillon mit Stab und Nachrichtenstaffel, hervorgegangen aus den Reichswehr-Schützen-Regimentern 7, 9, 12, 47 und 58,
III. Bataillon mit Stab und Nachrichtenstaffel, hervorgegangen aus den Reichswehr-Infanterie-Regimentern 12 und 30,
Ergänzungs-Bataillon, ab 23. März 1921 Ausbildungs-Bataillon, hervorgegangen aus dem Reichswehr-Infanterie-Regiment 9.
Jedes Feld-Bataillon gliederte sich zu drei Kompanien zu je drei Offizieren und 161 Unteroffizieren und Mannschaften (3/161) sowie einer MG-Kompanie (4/126). Insgesamt bestand ein Bataillon aus 18 Offizieren und Beamten (einschließlich Sanitätsoffizieren) und 658 Mann.

## Bewaffnung und Ausrüstung

### Hauptbewaffnung
Die Schützen waren mit dem Karabiner K98a ausgerüstet. Jeder Zug besaß ein leichtes Maschinengewehr MG 08/15.
In den MG-Kompanien bestanden jeweils der 1. Zug aus drei Gruppen mit drei schweren Maschinengewehren MG 08 auf Lafette, vierspännig gezogen, der 2. bis 4. Zug aus drei Gruppen mit drei schweren Maschinengewehren MG 08 auf Lafette, zweispännig gezogen.
Die schwersten Waffen des Regiments waren die Minenwerfer in der 13. Kompanie. Der 1. Zug war mit zwei mittleren Werfern 17 cm, vierspännig gezogen, ausgerüstet, der 2. und 3. Zug mit drei leichten Werfern 7,6 cm, zweispännig gefahren.

## Sonstiges

### Traditionsübernahme
Das Regiment übernahm 1921 die Tradition der alten Regimenter.
- 1. Kompanie: Leib-Grenadier-Regiment „König Friedrich Wilhelm III.“ (1. Brandenburgisches) Nr. 8
- 2. Kompanie: Grenadier-Regiment „Prinz Carl von Preußen“ (2. Brandenburgisches) Nr. 12
- 3. Kompanie: Infanterie-Regiment „von Stülpnagel“ (5. Brandenburgisches) Nr. 48
- 4. Kompanie: Infanterie-Regiment „von Alvensleben“ (6. Brandenburgisches) Nr. 52
- 5. Kompanie: Infanterie-Regiment „König Ludwig III. von Bayern“ (2. Niederschlesisches) Nr. 47
- 6. Kompanie: 3. Posensches Infanterie-Regiment Nr. 58
- 7. und 8. Kompanie: Grenadier-Regiment „König Wilhelm I.“ (2. Westpreußisches) Nr. 7
- 9. Kompanie: Königin Augusta Garde-Grenadier-Regiment Nr. 4
- 10. Kompanie: Grenadier-Regiment „Graf Kleist von Nollendorf“ (1. Westpreußisches) Nr. 6
- 11. Kompanie: Infanterie-Regiment „von Courbière“ (2. Posensches) Nr. 19
- 12. Kompanie: Kaiser Franz Garde-Grenadier-Regiment Nr. 2
- 14. Kompanie: Füsilier-Regiment „von Steinmetz“ (Westpreußisches) Nr. 37
- 15. Kompanie: Metzer Infanterie-Regiment Nr. 98
- 16. Kompanie: Brandenburgisches Jäger-Bataillon Nr. 3

Das Regiment übernahm 1926 die Tradition der Schutztruppe für Kamerun.